# 松平信治
松平 信治（まつだいら のぶはる）は、江戸時代前期から中期にかけての大名。駿河国小島藩の第2代藩主。滝脇松平家9代。官位は従五位下・下野守。

## 略歴
6400石の旗本・戸田重恒の次男として誕生。母は松平典信の娘（松平信孝の妹）。幼名は助十郎、初名は重秀。
元禄3年（1690年）に先代藩主・信孝が死去した際、母方で甥に当たることからその養嗣子となって跡を継いだ。宝永元年（1704年）、陣屋を小島に移した（小島陣屋）。このため、正式に小島藩となったのは、この信治の時代からである。また、奥詰・御小姓・大番頭となった。
宝永2年（1705年）から麻畑沼(麻機沼)の新田開発を巡って知行地である瀬名の農村と請負人の商人らとの約90年に及ぶ新川事件が始まる。
2人の男児をもうけたがいずれも早世したため、享保9年（1724年）3月29日に信治が52歳で死去した後、家督は従弟で養嗣子の信嵩が継いだ。墓所は東京都台東区下谷の英信寺。

## 系譜
父母
- 戸田重恒（実父）
- 松平典信の娘（実母）
- 松平信孝（養父）

正室
- 田村建顕の娘

子女
- 戸田忠位正室

養子
- 松平信嵩 ー 松平信庸の六男